# Kryty wóz

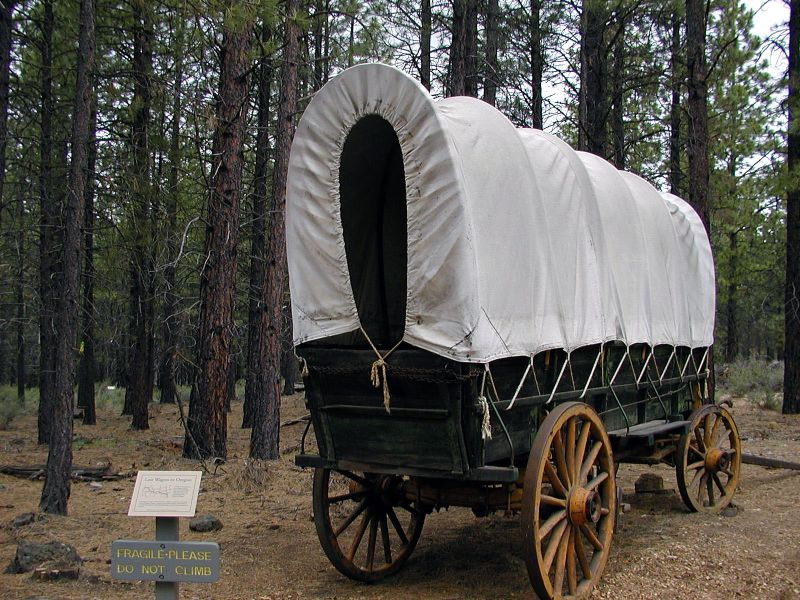
Replika krytego wozu z XIX wieku

Kryty wóz (ang. covered wagon) – pojemny czterokołowy pojazd zaprzęgowy z płóciennym zadaszeniem rozpiętym na łukowatych pałąkach. 
Dzięki masowemu użyciu w dziewiętnastowiecznym osadnictwie amerykańskim (np. szlak oregoński) stał się symbolem Dzikiego Zachodu. Kryte wozy były także w powszechnym użyciu w całej Europie od XVI do XIX wieku (w Polsce szczególnie popularne na Kresach Wschodnich pod znaną do dziś i używaną jako potoczne lub slangowe określenie samochodu osobowego nazwą bryka).

## Cechy i wykorzystanie
Już na początku XVIII wieku kryte wozy były w Stanach Zjednoczonych powszechnie używane na krótkich dystansach. W połowie XIX wieku tysiące Amerykanów zaczęły ich używać do podróży przez Wielkie Równiny do Oregonu i Kalifornii. Większość wędrowców używała zwykłych farmerskich wozów, do których dodawano zadaszenie. Jego szkielet miał 5–6 drewnianych, wygiętych łukowato listew, zamocowanych końcami do obu burt wozu. Plandeka była wykonywana z odpornego na zmiany pogody płótna – jak brezent lub materiały używane do wyrobu żagli. Po naciągnięciu plandeki dach uzyskiwał postać charakterystycznej, półcylindrycznej budy. 

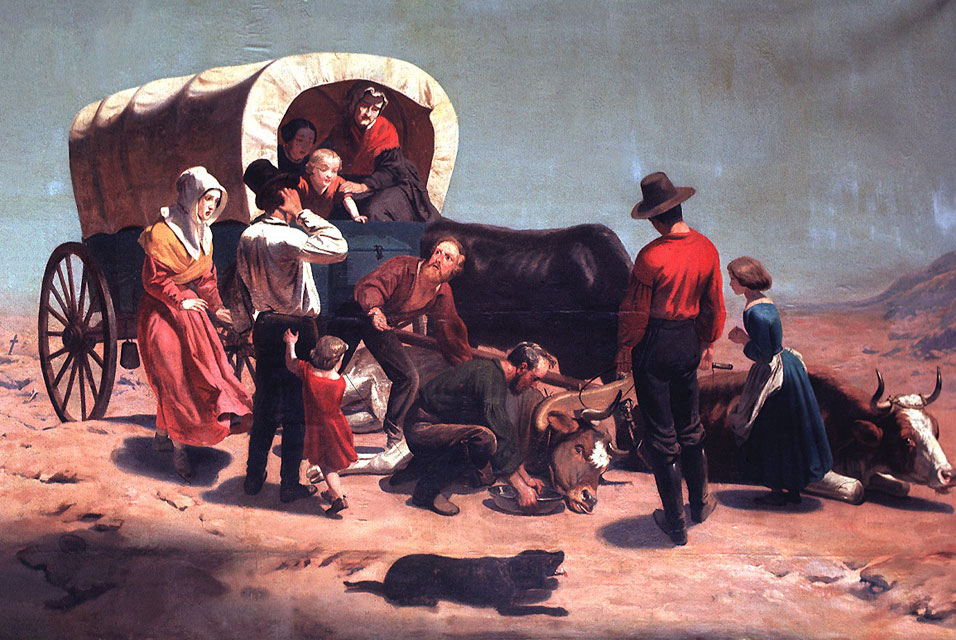
Wóz rodziny osadników (mal. Charles Nahl, 1856)

Kryte wozy służyły przede wszystkim do przewozu zapasów żywności i tego wszystkiego, co miało się wędrowcom przydać w miejscu osiedlenia. Wieziono w nich również małe dzieci, starców, chorych i rannych, jednak z racji wyboistości szlaków i słabego resorowania wozów (nie stosowano żadnych resorów sprężynowych; częściową amortyzację zapewniały drewniane elementy zawieszenia, czasami montowano sprężyny pod siedziskiem woźnicy), większość pionierów wolała iść obok nich pieszo, z wyjątkiem tych, którzy mieli konie pod wierzch.
Na krótkich dystansach i po dobrych drogach wozy mogły być ciągnięte przez konie, jednak w przypadku dalekich tras wiodących przez prerię, korzystniejsze było użycie dwóch lub więcej par wołów. Kierujący takim zaprzęgiem szedł zwykle po lewej stronie ostatniej pary zwierząt, zachęcając je do wysiłku okrzykami lub trzaskaniem z bata. Niekiedy używano również mułów; te miały – jak konie – zakładane uprzęże, a woźnica kierował z nimi z przodu wozu, trzymając lejce w rękach.
Jeden kryty wóz służył przeważnie pięciu osobom. Liczniejsze grupy samotnych mężczyzn korzystały często ze wspólnego wozu, natomiast zasobniejsze i większe rodziny mogły posiadać po dwa lub trzy wozy. W drodze na zachód emigranci zbierali się razem, tworząc karawany (ang. wagon trains), co poprawiało bezpieczeństwo i umożliwiało wzajemną pomoc – zwłaszcza podczas przepraw przez rzeki.

## Conestoga

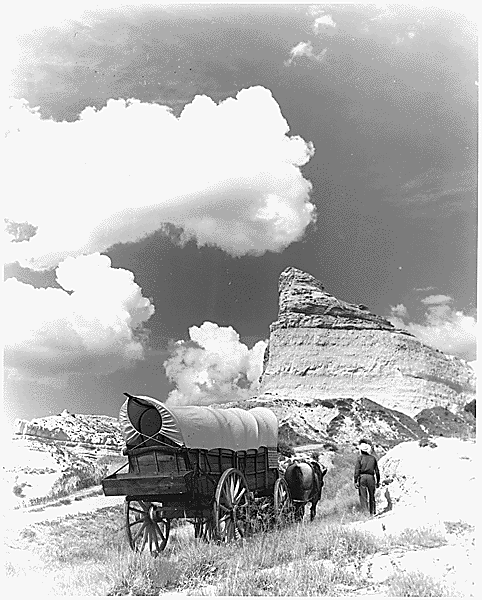
Conestoga

Oprócz najprymitywniejszych wozów wykonywanych na bazie rolniczych furmanek, używano również bardziej przemyślanych konstrukcji, mających szerszy rozstaw osi i większą średnicę kół, a także lepiej zabezpieczonych przed wpływem zmiennych warunków atmosferycznych poprzez pochylenie przednich i tylnych pałąków na zewnątrz (w celu zwiększenia powierzchni dachu). Jedną z najbardziej znanych konstrukcji był wóz typu conestoga, nazwany tak na cześć miasta Conestoga w Pensylwanii, gdzie rozpoczęto jego produkcję w połowie XVIII wieku. Oryginalny wóz conestoga mógł przewieźć naraz nawet sześć ton ładunku. Wersje używane przez migrujących na zachód osadników były uproszczone i lżejsze. Dzięki białemu kolorowi plandek i ich falowaniu na wietrze, wozy te kojarzyły się z żaglowcami i zostały później nazwane przez literatów szkunerami prerii.
Wozy Conestoga nie miały siedziska więc woźnica szedł po lewej, albo siedział lub stał na tzw. lazy board umieszczonej z lewej strony pomiędzy osiami wozu, gdzie znajdował się hamulec; czasem jechał na oklep na ostatnim zwierzęciu po lewej stronie. Lewa strona była naturalnym wyborem, gdyż większość ludzi jest praworęczna, więc woźnice lejce trzymali w ręce prawej – z tego powodu wozy mijając się poruszały się tak, by mieć siebie nawzajem po łatwiejszej do obserwacji stronie lewej, co wymuszało ruch prawostronny. Wozy Conestoga pojawiły się około 1750 r. i sposób powożenia nimi miał tak wielki wpływ na obyczaj poruszania się po drogach, że prawostronny ruch przyjęto w najwcześniejszych amerykańskich przepisach regulujących tę kwestię.